# ソースリヨネーズ

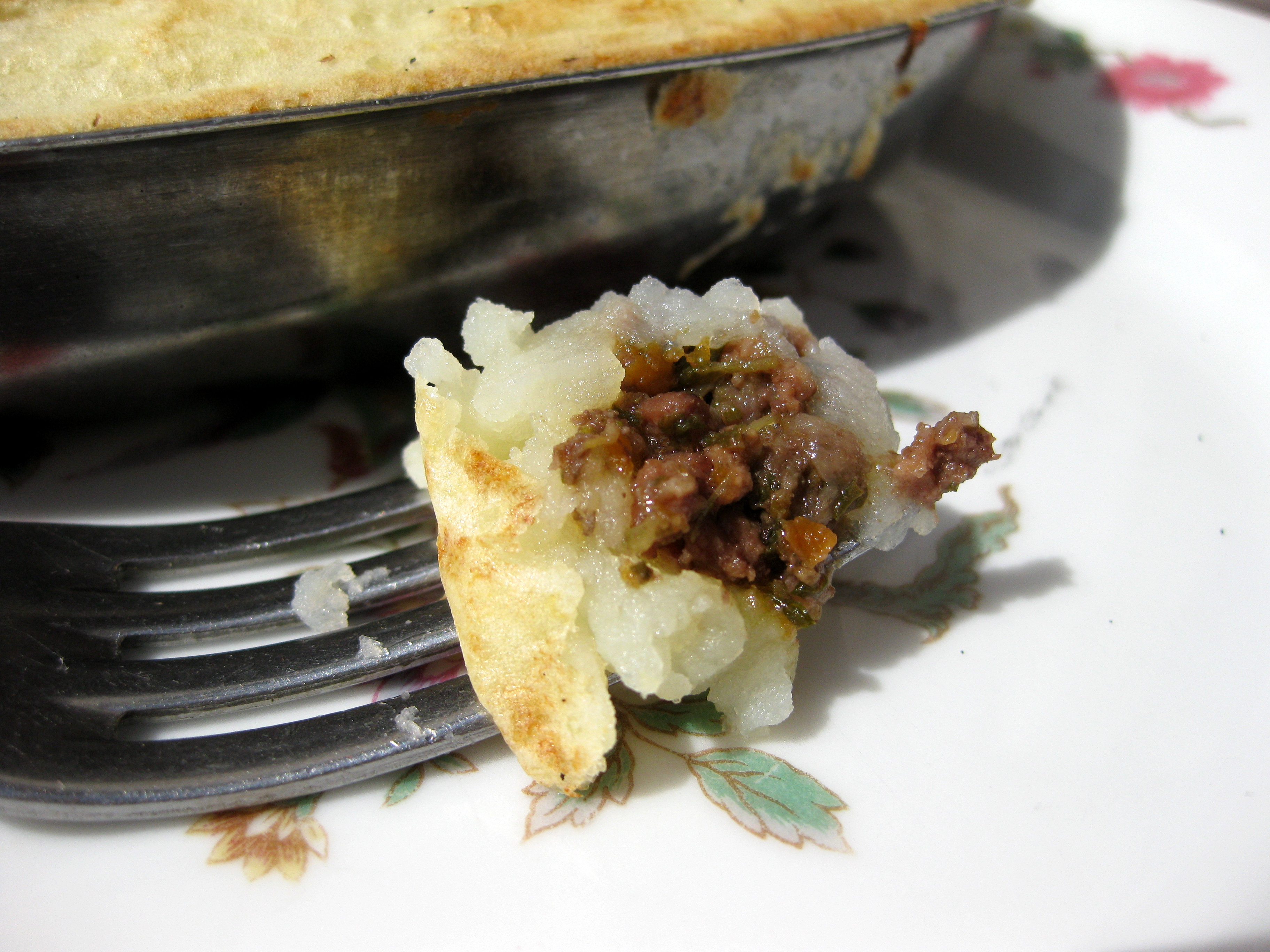
ソースリヨネーズをつけたアッシパルマンティエ

ソースリヨネーズ、リヨネーズソース、リヨン風ソース（フランス語: sauce lyonnaise）は、フランス料理のソース (調味料)の1種。
タマネギを炒めたものにドミグラスソースや白ワイン、バター、白ワインビネガーなどを加えたソースである。リヨンはタマネギの産地としても知られており、タマネギを用いるため、「リヨネーズ」、「リヨン風」の名前がついた。
モルネーソースを考案したされるフィリップ・ド・モルネー（1549年 - 1623年）が1600年代に考案したソースとされる。